# 이아로
이아로(한국 한자: 李娥路,, 1969년 7월 7일 ~ )은 대한민국의 배우이며 영화 데뷔작인 천국의 계단 이후 몇몇 TV드라마에 출연했는데 1997년 결혼과 함께 연기활동을 접었다.

## 생애
대한민국의 배우. 이름은 1969년 7월 21일생이라서 아폴로 우주선이 달에 착륙할 때 태어났기에 아폴로에서 따온 이름이었다고 한다고 당시 알려졌는데, 그보단 2주 먼저 태어났다.

## 수상
- 1992년 황금촬영상 신인여자배우상 (천국의 계단)
- 1992년 백상예술대상 여자신인연기상 (천국의 계단)
- 1992년 대종상 신인여우상 (천국의 계단)

## 드라마
- 1992년 KBS2 수요일은 모짜르트를 듣는다 - 김경혜
- 1992년 KBS2 적색지대 - 홍지연
- 1993년 KBS2 일월 - 김순영
- 1994년 SBS 질주 - 문희서
- 1994년 MBC 큰 언니 - 상희

## 영화
- 1992년 천국의 계단 - 오유미

## 광고
- 1991년 라미화장품 라미에뜨 UV화이트
- 1992년 해태아이스 캔디아이스 (feat. 서태지와 아이들)
- 1992년 해태제과 칸츄리콘 (feat. 서태지와 아이들)